# Korfball Champions League
De IKF Europe Korfball Champions League, ook wel Korfball Champions League of KCL, is de hoogste Europese korfbalclubcompetitie. De competitie wordt gespeeld tussen de 26 beste korfbalclubs van het  voorgaande zaalseizoen. De Korfball Champions League wordt gespeeld in vier speelrondes, waarvan de laatste ronde de finales betreft.
Clubs plaatsen zich voor de competitie door bovenaan te eindigen in de nationale zaalcompetities. Hoeveel clubs er per nationale competitie mogen deelnemen aan de Champions League is afhankelijk van waar de nationale competitie staat in de coëfficiënten-ranglijst.

## Geschiedenis
Op 25 januari 2022 kondigde het IKF aan dat vanaf seizoen 2022-2023 de Korfball Champions League gespeeld zou worden. De competitie verving de Europa cup en Shield cup, en moest meer wedstrijden bieden tussen clubs van gelijkwaardig niveau. 
De allereerste wedstrijd in de Korfball Champions League werd gespeeld op vrijdag 23 september 2022, tussen het Duitse TuS Schildgen en het Engelse Norwich Knights in Lissabon en eindigde in een 13-11 overwinning voor de Duitsers.

## Competitie opzet
De Korfball Champions League wordt gespeeld in vier rondes. De eerste drie rondes bepalen welke clubs er in de finales mogen spelen. De Korfball Champions League kent drie finales: de Korfball Champions League Finales, de KCL Challenger Finales en de KCL Satellite Finales. De beste vier clubs uit de eerste drie ronden spelen de Champions League Finales, de vier beste clubs daarna spelen de Challenger Finales en de nummers negen tot twaalf spelen de Satellite Finales. 

## Kwalificatie
| Stand | Land              | Competitie      | Coëfficiënt | Clubs in KCL |
| ----- | ----------------- | --------------- | ----------- | ------------ |
| 1     | Nederland         | Korfbal League  | 221.75      | 2            |
| 2     | België            | Topleague A     | 204.61      | 2            |
| 3     | Duitsland         | Regionalliga NW | 158.37      | 2            |
| 4     | Portugal          |                 | 145.15      | 2            |
| 5     | Tsjechië          | Extraliga       | 136.05      | 2            |
| 6     | Engeland          | National League | 128.55      | 2            |
| 7     | Hongarije         |                 | 112.72      | 2            |
| 8     | All other members |                 | <100.00     | 1            |

## Kampioenen
| Seizoen | Champions League Finales | Challenger Finales | Satellite Finales |
| ------- | ------------------------ | ------------------ | ----------------- |
| 2023    | PKC                      | TuS Schildgen      | Benfica           |
| 2024    | PKC                      | KK Brno            | Schweriner KC     |
| 2025    | PKC                      | K. Prostějov       | Guardians SC      |

2023 ·
2024 ·
2025 ·